# Klub sociálních demokratů Občanského fóra
Klub sociálních demokratů Občanského fóra byla československá a česká politická platforma vzniklá po sametové revoluci, působící v letech 1990–1991 v rámci Občanského fóra jako skupina sociálnědemokratické orientace, ale zatím bez ambice ustavení zcela samostatné sociálnědemokratické politické strany (Československá sociální demokracie).

## Dějiny a ideologie
Vůdčí osobností skupiny byl Rudolf Battěk, který se bezprostředně po sametové revoluci zapojil do aktivit obnovené Československé sociální demokracie (ČSSD), ale preferoval úzkou spolupráci s exilovými sociálními demokraty, prosazoval antikomunistickou orientaci a podporoval spolupráci s Občanským fórem. Jiný proud v ČSSD, který představoval Slavomír Klaban, naopak upřednostňoval okamžité osamostatnění sociální demokracie jako nezávislé politické síly v Československu. V březnu 1990 se Battěk na obnovovacím sjezdu ČSSD pokoušel o získání postu předsedy strany. Byl ale poražen a pak založil Klub sociálních demokratů Občanského fóra, jenž ve volbách v roce 1990 patřil mezi 14 politických subjektů, které kandidovaly společně s Občanským fórem.
Ve volbách v roce 1990 byl Battěk zvolen do Federálního shromáždění, zatímco samostatně kandidující ČSSD nezískala parlamentní zastoupení. Battěk pak byl vyloučen z ČSSD. V době rozkladu Občanského fóra na jednotlivé nástupnické strany se Battěkova skupina v květnu 1991 přetvořila na Asociaci sociálních demokratů coby zárodečnou středolevou politickou stranu, která ale nezískala výraznější vliv, zatímco prostor nalevo od středu politického spektra v následujících měsících a letech vyplnila ČSSD.